# Шахрітуський район
Шахріту́ський район (тадж. Ноҳияи Шаҳритӯс) — адміністративна одиниця другого порядку у складі Хатлонської області Таджикистану. Центр — селище міського типу Шахрітус, розташований за 85 км від Бохтара.

## Географія
Район розташований у долині річки Кофарніхон, простягнувшись вузькою смугою з півночі на південь по правому її березі. На заході межує з районом Носірі Хусрава, на сході — з Кубодійонським районом Хатлонської області, на північному заході — з Узбекистаном, а на півдні — з Афганістаном.

## Адміністративний поділ
Адміністративно район поділяється на 5 джамоатів та 1 смт Шахрітус:
| Джамоат                      | Населення, осіб (2002) | Населення, осіб (2015) | Центр          |
| ---------------------------- | ---------------------- | ---------------------- | -------------- |
| Джури Назарова джамоат       | 12200                  | 17808                  | село Хушоді    |
| Обшоронський джамоат         | 5460                   | 8648                   | село Обшорон   |
| Пахтаободський джамоат       | 13366                  | 21270                  | село Устокорон |
| Талбака Садріддінова джамоат | 15530                  | 15858                  | село Саййод    |
| Худойназара Холматова        | 23094                  | 31654                  | село Кахрамон  |
| смт Шахрітус                 | -                      | 15800                  | смт Шахрітус   |

## Найбільші населені пункти
| № | Населений пункт | Населення, осіб (2015) | Населення, осіб (2017) |
| - | --------------- | ---------------------- | ---------------------- |
| 1 | Шахрітус        | 15800                  | -                      |
| 2 | Айвадж          | -                      | 6473                   |
| 3 | Чоршанбе        | -                      | 5990                   |
| 4 | Султонобод      | -                      | 4888                   |
| 5 | Лолазор         | -                      | 4693                   |
| 6 | Саййод          | -                      | 4688                   |
| 7 | Сомонійон       | -                      | 4465                   |
| 8 | Корез           | -                      | 4131                   |
| 9 | Йокуба Карімова | -                      | 4039                   |

## Історія
Район утворений 29 серпня 1930 року як Кабадіанський район республіканського значення Таджицької РСР.
7 березня 1933 року перейменований на Шаартузький район.
7 березня 1936 році з частини Шаартузького району утворений Мікоянабадський район. 27 березня 1939 року район увійшов до складу новоутвореної Сталінабадської області. 7 січня 1944 року район увійшов до складу новоутвореної Курган-Тюбинської області. 23 січня 1947 року, після ліквідації Курган-Тюинської області, район був повернутий до складу відновленої Сталінабадської області. 10 квітня 1951 року, після ліквідації Сталінабадської області, район повернувся у пряме республіканське підпорядкування.
14 вересня 1955 року район був ліквідований, його територія увійшла до складу Мікоянабадського району, при цьому центр району був перенесений до Шаартуза і перейменовано на Мікоянабад.
7 жовтня 1957 року район був перейменований на Шаартузький, при цьому райцентр перейменовано на Шаартуз.
4 квітня 1977 року район увійшов до складу відновленої Курган-Тюбинської області. 7 квітня 1978 року з частини Шаартузького району був утворений Кабодійонський район.
8 вересня 1988 року район увійшов до складу новоутвореної Хатлонської області, однак після її ліквідації 24 січня 1990 року повернувся до відновленої Курган-Тюбинської області. 2 грудня 1992 року Хатлонська область була відновлена, до її складу увійшов і Шаартузький район.
2 лютого 1996 року із частини району утворено Бешкентський район.
Сучасна назва змінена з 25 січня 2021 року.